# Château-Landon
Château-Landon – miejscowość i gmina we Francji, w regionie Île-de-France, w departamencie Sekwana i Marna.
Według danych na rok 1990 gminę zamieszkiwały 3314 osoby, a gęstość zaludnienia wynosiła 113 osób/km² (wśród 1287 gmin regionu Île-de-France Château-Landon plasuje się na 391. miejscu pod względem liczby ludności, natomiast pod względem powierzchni na miejscu 20.).